# Edith Niederfriniger
Edith Niederfriniger (Merano, 2 giugno 1971) è una triatleta italiana, campionessa europea long distance individuale ed a squadre nel 2003.
La sua carriera è molto lunga, avendo conquistato il primo piazzamento di rilievo con il terzo posto al Campionato italiano del 1999 ed essendo ancora in attività nel 2011, anno in cui si è laureata campionessa nazionale.

## Palmarès

### Campionati mondiali long distance
- 2003 - 5ª individuale
- 2006 - 2ª individuale
- 2006 - 2ª a squadre

### Campionati europei long distance
- 2003 - 1ª individuale e a squadre
- 2006 - 3ª individuale
- 2009 - 2ª individuale
- 2010 - 3ª individuale

### Campionati italiani long distance
- 1999 - 3ª individuale
- 2001 - 2ª individuale e a squadre
- 2002 - 2ª individuale e a squadre
- 2011 - 1ª individuale

Ha inoltre vinto alcune manifestazioni di rilievo, in particolare gli Ironman di Nizza nel 2006 e di Klagenfurt nel 2007. Nell'Ironman Hawaii si è classificata 14ª nel 2007 e 17ª nel 2009.
Nella tappa di Klagenfurt,il 29 giugno 2014 è stato il suo ultimo ironman.